# ماسیمو دراگو
ماسیمو دراگو (انگلیسی: Massimo Drago؛ زادهٔ ۲ مارس ۱۹۷۱) بازیکن فوتبال اهل ایتالیا است.
از باشگاه‌هایی که در آن بازی کرده‌است می‌توان به باشگاه فوتبال کروتونه، باشگاه فوتبال آولینو، و باشگاه فوتبال کاتانیا اشاره کرد.